# Видровидна земеровка
Видровидната земеровка (Potamogale velox) е вид бозайник от семейство Тенрекови (Tenrecidae), единствен представител на род Potamogale.

## Разпространение и местообитание
Разпространен е в Ангола, Габон, Екваториална Гвинея, Замбия, Камерун, Кения, Република Конго, Демократична република Конго, Нигерия, Судан, Танзания, Уганда, Централноафриканската република и Чад.